# Antoni Forrellad i Solà
Antoni Forrellad i Solà (Sabadell, 18 de juliol de 1912 - 5 de desembre de 1983) fou un enginyer industrial i empresari català, germà de l'advocat Miquel Forrellad Solà.

## Biografia
Després de fer el batxillerat als Escolapis de Sabadell, es doctorà en enginyeria industrial a l'Escola Industrial de Barcelona i fou director de l'Escola Tèxtil i de l'Escola Industrial d'Arts i Oficis de Sabadell durant la guerra civil espanyola. El 1940 va ser nomenat enginyer municipal de Sabadell, càrrec que ocupà fins al 1953 i que exercí també a Castellar del Vallès.
El 1945 fundà, amb Josep Salvador i Roig, una empresa de fabricació i bobinatge de motors elèctrics –Construcciones Eléctricas de Sabadell, SA–, que el 1967 es va fusionar amb la sueca ASEA i va esdevenir ASEA-CES, de les quals fou director fins al 1972. El 1962 fundà la societat Unitat Hermètica, que amb els anys es convertí en una de les primeres empreses mundials en la fabricació de compressors hermètics per a frigorífics. Creà o impulsà moltes altres empreses i formà part del consell d'administració d'algunes de les més importants de Catalunya, com la Fundació Enciclopèdia Catalana, que presidí fins que es va morir. Va ser conseller i president de la Caixa d'Estalvis de Sabadell, conseller de Banca Catalana, vicepresident del Banc Industrial de Catalunya i president del Banc Industrial del Mediterrani.
Simultàniament, desenvolupà una gran activitat en la creació o la promoció d'entitats culturals, benèfiques, d'estudis industrials o empresarials, de caràcter i significació netament catalanes. Va ser membre de la Fundació Bosch i Cardellach, president de l'Associació Catòlica de Dirigents, vicepresident del Patronat de la Universitat Autònoma de Barcelona, vicepresident de la Fundació d'El Correo Catalán, membre de la Fundació Artur Martorell, del Consell Català d'Ensenyament i de Càritas, president del Patronat de la Gran Enciclopèdia Catalana i del Foment de la Premsa, soci fundador d'Òmnium Cultural, entre moltes altres. Per aquest motiu el 1982 va rebre la Creu de Sant Jordi.